# Arthrostylidium ecuadorense
Arthrostylidium ecuadorense là một loài tre thuộc chi Arthrostylidium có nguồn gốc từ Trung Mỹ, Tây Ấn, phía bắc Nam Mỹ, và phía nam Mexico. Loài này được Judz. & L.G.Clark mô tả khoa học đầu tiên năm 1993.